# Sławomir
Sławomir  è un nome proprio di persona polacco maschile.

## Varianti
- Femminili: Sławomira[1]

### Varianti in altre lingue
- Croato: Slavomir[1]
- Ceco: Slavomír[1]
- Serbo: Славомир (Slavomir)[1]
- Slovacco: Slavomír[1]

## Origine e diffusione
È formato dagli elementi slavi slav, "gloria", e mer, "grande", "famoso"; il secondo elemento potrebbe essere anche mir, "pace" o "mondo", nel qual caso sarebbe composto dagli stessi elementi del nome Miroslavo, solo disposti al contrario.

## Persone

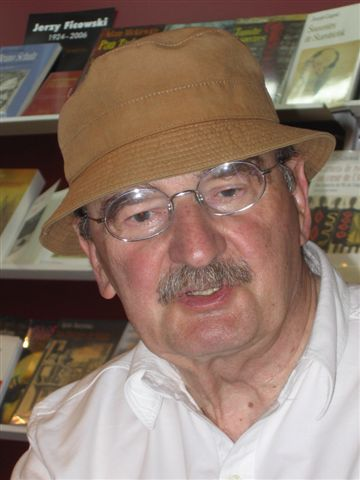
Sławomir Mrożek

- Sławomir Idziak, direttore della fotografia polacco
- Sławomir Mocek, schermidore polacco
- Sławomir Mrożek, scrittore polacco
- Sławomir Peszko, calciatore polacco
- Sławomir Sikora, cestista polacco

### Variante Slavomír
- Slavomír Kňazovický, canoista slovacco